# النعام الوارد (كويكبة)
النعام الوارد هي كويكبة تتكون من أربعة نجوم في كوكبة الرامي. كانت كوكبة الرامي تسمّى عند العرب القوس وبما أنّ هذه الكوكبة واقعة على نهر درب التبانة ونجوم النعام الوارد منغمسة في المجرة فقد سمت العرب بعض نجومها نعاماً وارداً إلى النهر ليشرب منه . وتتقدم نجوم النعام الوارد في الطلوع نجوم مجمة أخرى تسمى النعام الصادر تشبهها بشكلها المربع.  نجوم النعام الوارد مذكورة في فهرس الفلكي محمد الاخصاصي الموقت .

## نجوم النعام الوارد
- النصل أول النعام الوارد.[2]
- وسط القوس ثاني النعام الوارد .[2]
- القوس الجنوبي ثالث النعام الوارد.[2]
- إيتا الرامي رابع النعام الوارد.[2]